# Argumentum ad populum
Argumentum ad populum je chybná argumentace, podle které je výrok pravdivý, pokud hodně nebo většina lidí věří, že je pravdivý. Může to zahrnovat i odvolávání se na demokracii, konsenzus, vox populi, porotu atp. Jde například o geocentrismus (historicky), reklamu (typu „9 z 10 doporučuje...“) či výrok typu „milióny lidí uvěřilo v Ježíše Krista, tudíž má tato víra pravdivý základ“. Je tak často spojována odkazem na autority (argumentum ab auctoritate). Tento klam se využívá i v opaku. Například pokud většina věří, že „A“ i „B“ je pravda a ukáže se, že „B“ není pravda, tak klamem je tvrzení, že tedy ani „A“ není pravda.